# چالن کیتز
چالِن کِیتز (انگلیسی: Challen Cates؛ زادهٔ ۲۸ سپتامبر ۱۹۶۹) هنرپیشه اهل ایالات متحده آمریکا است.
از فیلم‌ها یا برنامه‌های تلویزیونی که وی در آن نقش داشته‌است می‌توان به کدبانوهای وامانده، سی‌اس‌آی: نیویورک، ذهن‌های مجرم، روزان و یک میلیون راه برای مردن در غرب اشاره کرد.